# 加列戈斯德索尔米龙
加列戈斯德索尔米龙，是西班牙卡斯蒂利亚-莱昂萨拉曼卡省的一个市镇。 总面积31平方公里，总人口175人（2001年），人口密度6人/平方公里。